# ゴーカード
ゴーカード(go card)は、オーストラリア・ブリスベンの交通を統括している交通システムの連合であるトランスリンク連合が発行しているICチップ内蔵のカード（スマートカード）で、日本ですでに運用されているSuicaやICOCAに相当する。サンシャイン・コーストエリアにおいて2008年1月24日から運用が開始され、順次使用できる範囲が拡大され、ブリスベンエリアにおいて2008年2月21日より運用が開始された。

## 概要
トランスリンクがクイーンズランド交通省の管轄する連合体であるため、使用できる範囲は、ブリスベン市内の鉄道、バス、フェリーにとどまらず、南はゴールドコースト市（ゴールドコースト中心街へはヘレンズベール駅、ネラング駅もしくはロビーナ駅からバスに乗り換えが必要となる）、ローガン市、北はサンシャイン・コースト市、カブルチャー市、モートン・ベイ市、東はレッドランド市、ブリスベン空港（国内線ターミナル・国際線ターミナル）、西はイプスウィッチ市、ロッキャーバレー市をカバーしている。
駅の切符売り場の他、他の交通機関のチケットと同様に市内のニュースエージェンシー、セブン-イレブン、一部の郵便局などで購入・チャージできる。購入の際にはアダルト用は10ドル、それ以外の種類は5ドルのデポジットが必要となる。トランスリンクのホームページ、駅の自動販売機、バス内でもチャージできる。また、残高が5ドル以下になった場合、20ドルから200ドルの間で、自動的にチャージする機能が2009年12月より付加された。
カードはアダルト（大人・青色）、シニア（高齢者・赤色）、チャイルド（子供5-14歳・黄色）、コンセッション（14歳以上の学生・障害者・緑色）の4種類が発行されている。
乗車をキャンセルする場合、バス、フェリーの場合は車内にて10秒以内、電車の場合は同じ駅にて20分以内に再び、カードリーダーに触れることにより、課金がキャンセルされる。
ゴーカードを使用することにより、紙の切符よりも最大で50％の割引を受けることができる。また、紙の切符は、2010年年末に廃止されることが発表された。
カードには16桁の番号が付与されており、購入後にトランスリンクのホームページから登録することができる。登録されたゴーカードを紛失、盗難された場合、トランスリンクに報告することにより、そのゴーカードは無効化され、新規にゴーカードを手に入れた場合、紛失、盗難されたゴーカードに残っていた残高を、新しいゴーカードに転送することができる。また、インターネット上、および電話にてチャージや、利用履歴の確認をすることができる。
しかし州はクレジットカードなどのタッチ決済を導入。2029-30会計年度に廃止するとしている。